# Desmeocraera squamipennis
Desmeocraera squamipennis är en fjärilsart som beskrevs av Holland 1893. Desmeocraera squamipennis ingår i släktet Desmeocraera och familjen tandspinnare. Inga underarter finns listade i Catalogue of Life.